# Quinn Fabray
Quinn Fabray, (de son nom complet Lucy Quinn Fabray), est un des personnages principaux de la série télévisée américaine Glee, interprétée par Dianna Agron et doublée en français par Noémie Orphelin.
Elle apparaît pour la première fois dans le premier épisode de la série en tant que capitaine des pom-pom girl du lycée William McKinley. Quinn Fabray a été développée par les créateurs de Glee, Ryan Murphy, Brad Falchuk et Ian Brennan.
Quinn était une des pompom girls envoyées par Sue Sylvester pour espionner le Glee club, avec Brittany Pierce et Santana Lopez, dont elles forment le trio Unholy Trinity. Elle rejoint alors le Glee Club, dirigé par Will Schuester.
Au début de la série, Quinn fréquente le quaterback de l'équipe de football Finn Hudson, mais elle tombera enceinte de Noah Puckerman. Dans la seconde saison, Quinn sortira un certain temps avec Sam Evans pour revenir avec Finn, qui la quitte pour sa rivale Rachel Berry. Dans la saison 3, elle flirte avec Joe Hart et ressort diplômée de McKinley. À partir de la saison 4, Quinn devient un personnage récurrent de la série, n'apparaissant plus que dans certains épisodes de la série. Elle poursuit également ses études à la prestigieuse Université Yale. Elle revient également pour le 100e épisode ainsi que pour la dernière saison de Glee.

## Saison 1
Au début de la série, Quinn est la capitaine de l'équipe des cheerleaders, les "Cheerios", du lycée McKinley. Elle est également la présidente du club de chasteté. Elle est sortie un certain temps avec Finn Hudson, le quarterback du lycée et son premier amour. Ils formaient le couple le plus en vue de William McKinley High School. Elle vient d'une famille très croyante et ne se déplace jamais sans sa petite croix autour du cou. Ses parents, Judy et Russell, sont introduits dans "La musique adoucit les mœurs". On sait qu'elle a une sœur plus âgée, Frannie, mariée avec un homme catholique.
C'est une jeune fille qui sait ce qu'elle veut, sa coach Sue Sylvester lui dira à plusieurs reprises qu'elle lui fait penser à elle quand elle était plus jeune. Mais Quinn n'a jamais été aussi parfaite. En effet, plus jeune, son prénom était Lucy. Elle était victime de harcèlement à cause de son apparence. Lorsqu'elle est arrivée à McKinley, elle a changé son nom : Lucy pour Quinn, qui est son deuxième prénom. Elle a également changé de couleur de cheveux, a suivi un régime et a subi une rhinoplastie. Depuis, Quinn tente d'oublier la fille qu'elle était plus jeune.
Elle apparaît pour la première fois dans "L'effet Glee" lorsqu'elle laisse des commentaires méchants sur le Myspace de Rachel Berry qui vient de poster son interprétation de On My Own. Plus tard dans l'épisode, Finn discute avec Rachel et lui annonce qu'il sort avec Quinn Fabray, la cheerleader. À la fin, lorsque les membres originaux du Glee Club interprètent Don't Stop Believin', on la voit les surveiller avec Sue Sylvester et Santana Lopez.
Dans "Tout le monde adore le disco", elle discute avec Finn et lui demande de quitter la chorale. Il lui explique qu'il ne peut pas le faire. En le quittant, elle se rend compte que Rachel les écoute et commence gentiment à se disputer avec elle juste avant que cette dernière ne se prenne deux slushies en plein visage. Quinn et ses meilleures amies Santana Lopez et Brittany S. Pierce auditionnent devant Will pour intégrer le Glee Club. Elles interprètent I Say a Little Prayer et lorsqu'il leur annonce qu'elles sont acceptées, elle courent l'annoncer à Sue qui veut qu'elles espionnent la chorale de l'intérieur pour mieux la détruire alors que Quinn veut seulement surveiller Finn et Rachel. Will lui donne le solo de Rachel sur Don't Stop Believin' car cette dernière l'a déçu alors que Quinn a auditionné avec une chanson « approuvée. »
Elle commence à semer la zizanie lors de l'épisode Les Acafellas, lorsqu'elle convainc Rachel que la chorale devrait engager Dakota Stanley le chorégraphe des Vocal Adrenaline, la chorale adverse, à la place de Will. Rachel en fait la remarque lors d'un cours et lorsque Will essaye de se justifier, Quinn l'enfonce un peu plus. Dans le bureau de Sue, elle et Santana racontent leur progrès et expliquent que les membres du Glee club sont en train de tomber un par un dans leur plan. Pour commencer, elles vont essayer de supprimer Mercedes Jones en lui faisant croire qu'elle plait à Kurt Hummel et qu'elles vont l'aider, ce qui n'est pas vrai. Elle participe au lavage de voiture organisé par le Glee Club qui veut rassembler les 8 000 $ que coûte Dakota Stanley. Elles sont de nouveau convoquées par Sue qui leur passe un savon car leur plan n'a pas fonctionné : le Glee Club existe toujours et plus fort que jamais. Le coach leur supprime donc leur privilège et en sortant, Quinn lui annonce qu'elle lui a appris quelque chose : « Si on croit en soit, on n' a pas besoin d'écraser les autres. »
C'est dans Droit au but qu'elle annonce sa grossesse à Finn mais le problème, c'est qu'ils n'ont jamais couché ensemble. Elle lui explique que c'est le jour où il a éjaculé dans le jacuzzi alors qu'ils étaient en maillot de bain et elle aurait lu sur Internet que les spermatozoïdes nageaient plus vite dans l'eau. Lorsque Noah « Puck » Puckerman apprend la grossesse, il va la voir et lui demande si cela pourrait être lui le père, étant donné qu'ils ont couché ensemble. Il lui dit qu'il pourra s'occuper du bébé mais elle n'est pas de cet avis, car le fait de coucher avec lui aurait été une erreur : elle était saoule et se sentait grosse. En entrant en pleurs dans sa voiture, elle y découvre Terri Schuester qui lui dit qu'elle ne pourra s'occuper de son enfant avant de lui donner des pilules pré-natales. Quinn lui demande ce qu'elle veut. Finn vient la voir dans les couloirs pour lui donner son doudou pour leur bébé, Puck s'en mêle et dit à Quinn qu'elle devrait faire attention à son poids si elle veut tenir debout en haut de la pyramide des Cheerios.
Lors de la répétition de Don't Stop Believin' du Glee Cub de l'épisode Le talent n'a pas d'âge, elle est obligée de quitter précipitamment la salle à cause de ses nausées. Finn tente de noyer le poisson en disant qu'elle a du mal digérer quelque chose. C'est dans cet épisode que les autres membres du club apprennent sa grossesse, Puck leur ayant avoué.
Dans Vitamine D, Rachel vient la voir et lui demande pourquoi elle n'assiste plus aux répétitions. Elle lui répond qu'elle n'arrive plus à suivre le rythme mais Rachel la réconforte en lui disant que quoi qu'il arrive, elle aura toujours des amies pour la soutenir. Elle accepte donc de revenir. Dans le même temps, elle accepte de donner son bébé à Terri.
Will conduit Finn et elle chez le gynécologue lors de Minorité report. Les deux hommes sont en train de discuter lorsqu'elle sort du cabinet. Il lui demande d'être plus compréhensive et elle lui répond que si elle fait tout ça, c'est pour lui non pour elle. Lors de l'entraînement des Cheerios elles ne sont que trois : Santana, Brittany et elle, trio appelé The Unholy Trinity. Plus tard, lors d'un contrôle d'espagnol, Finn lui donne une liste de prénoms pour le bébé, ce qu'elle n'apprécie pas. En sortant, elle l'engueule en lui disant d'arrêter de faire des choses pareilles, que de toute façon, elle ne gardera pas l'enfant. Elle lui reproche également d’être ami avec Rachel après que Finn lui a dit que par bien des aspects, il aimerait qu’elle lui ressemble. Dans le groupe de Will, les esprits s'échauffent car Quinn l'accuse de considérer Puck, Brittany et elle-même comme des accessoires. Ce n'est qu'une manigance de Sue pour dissoudre le club... Elle rejoint Rachel à son casier et une dispute éclate entre elles, cette dernière l'accusant d'être la taupe et lui annonçant que Sue la virera lorsqu'elle apprendra sa grossesse ce qui fera qu'il ne lui restera plus que le Glee Club. Quinn s'en va et on l'entend chanter You Keep Me Hangin' On. À la fin de l'épisode, on apprend que Sue sait pour sa grossesse ce qui la fait pleurer. Finn tente de la consoler et l'épisode se conclut par les New Directions chantant Keep Holding On pour elle. Tandis que les sentiments de Finn sont de plus en plus partagés entre Rachel et Quinn.
Dans Que la honte soit avec toi, on voit Quinn dès le début de l'épisode, lorsque Finn se prend un slushie par un membre de l'équipe de foot. Juste après, elle lui dit qu'ils doivent redevenir cool pour ne plus se prendre de slushies. Ils vont voir Emma Pillsbury, la conseillère d'orientation, pour lui demander que faire pour redevenir cool et elle leur répond de mettre des lunettes de soleil... Ils décident de suivre ce conseil mais lorsqu'ils le font, ils se font attaquer par l'équipe de football qui leur lance des slushies. Peu après, Quinn se fait virer des Cheerios.
On retrouve Quinn au début de l'épisode Les Chaises musicales, assise sur les bancs du gymnase, observant l'entraînement des Cheerios avec nostalgie. Finn la rejoint et lui demande ce qui la tracasse. Elle lui explique qu'elle a reçu une facture de 635 $ pour une échographie, et qu'elle veut qu'il trouve un petit boulot pour les payer puis quitte le gymnase. À la répétition du Glee Club, elle lui remet la pression car de nouvelles factures sont arrivées et qu'elle ne veut pas que ses parents apprennent sa grossesse. Par la suite, elle se retrouve dans la cuisine préparant des gâteaux lorsque Puck entre pour lui proposer de l'argent pour l'aider à assumer les factures. Elle refuse et s'ensuit une bataille d'ingrédients coupée par Finn qui entre dans la salle. Les membres de la chorale ouvrent un stand de gâteaux n'ayant aucun succès et Quinn accuse Finn d'en être la cause. Elle interrompt une discussion entre ce dernier et Rachel et lui lance un ultimatum : soit il paye les factures, soit elle le quitte. Dans les couloirs, Puck lui donne de l'argent et lui fait des promesses d'avenir. Elle comprend que cela vient de la vente de gâteaux, le remercie mais préfère donner l'argent à la chorale pour payer le bus aménagé pour Artie. Arrive alors Finn qui lui annonce qu'il a enfin trouvé un boulot et l'emmène à la répétition, sous les yeux de Puck.
En essayant sa robe pour le bal de chasteté dans La musique adoucit les mœurs, elle découvre qu'elle est trop petite. Au même instant, son père lui annonce qu'il a invité Finn au déjeuner de dimanche. Elle discute avec ce dernier, qui lui apprend qu'il a du annoncer sa grossesse à sa mère, ce qui met Quinn en colère. Lors du dîner chez les Fabray, Finn chante (You're) Having My Baby à Quinn qui se fait jeter hors de chez elle par son père. Elle est ensuite recueillie par Finn et sa mère. Pour conclure l'épisode, la chorale chante Lean On Me à Quinn et Finn.
Dans De la poudre aux cheveux, dans les couloirs, Puck lui donne un livre au cas où elle voudrait garder le bébé. Elle ne sait pas ce qu'elle va faire, il lui dit qu'il ne lui mettra pas la pression mais elle subit déjà la pression de Terri et Kendra. Pour éloigner Finn de Rachel, elle va voir Kurt pour relooker cette dernière. Juste après, elle retrouve ces dernières et leur annonce qu'elle veut garder son bébé. Elle accepte de garder les triplés Giardi (car Kendra espère la convaincre de ne pas garder son bébé) et invite Puck à le faire avec elle. Ils sont d'abord dépassés par les enfants mais ont l'idée de chanter Papa Don't Preach pour les calmer. Après la soirée, ils se rendent compte qu'ils seraient de bons parents. Elle a une altercation avec Santana qui lui annonce qu'elle a sextoté Puck toute la soirée, Quinn n'en revient pas. Elle vérifie et se rend compte que c'est vrai, ce dernier lui expliquant qu'il sera un bon père mais qu'il ne changera pas ses habitudes. Quinn décide donc de changer ses plans, elle donnera son bébé à Terri. Au lycée, elle va voir Finn pour se remettre avec lui, et ils partent main dans la main sous les yeux médusés de Rachel et Kurt.
Dans Promotion matelas, elle raconte en voix-off que l'uniforme des Cheerios lui manque et qu'elle l'aura de nouveau lors des prochaines photos. Elle ira voir Sue pour lui demander de la faire réintégrer les Cheerios. Elle entre et lui dit que Sue n'est qu'une hypocrite après tout ce qu'elle a fait gagner aux Cheerios, elle lui demande donc de laisser une page des Cheerios au Glee Club. Cette dernière lui avoue qu'elle avait oublié que Quinn pouvait être une mini-Sue quand elle le voulait. En sortant, Quinn annonce qu'elle ne veut plus être dans les Cheerios et qu'elle est mieux dans le Glee Club, qui la traite mieux que son ancienne coach.
Mais Rachel commence à se poser des questions, car elle est la seule du Glee Club à ne pas être au courant que le père du bébé est Puck. Les autres ne voulant pas lui dire car elle dirait tout à Finn et ça anéantirait leur chance de gagner le concours des chorales. Rachel vient voir Quinn et lui dit que les bébés juifs peuvent avoir une maladie lors de Tragédie en sous-sol. Cela inquiète Quinn et elle demande à Puck de l'accompagner faire un test. Ce qu’elle ignore c’est que Rachel les observe et que toute cette histoire n’était qu’un mensonge inventé par cette dernière pour prouver que le père de l’enfant est bel et bien Puck. Elle est obligée de dire la vérité après que Rachel a vendu la mèche à Finn sur le père du bébé. Elle n'en veut pas à Rachel car elle n'avait elle-même pas le courage de le dire à Finn.
Dans Fuis-moi, je te suis, on voit Puck lui demander d'arrêter de grossir, bien que cela ne soit pas de sa faute. Elle en a marre des garçons durant La Puissance de Madonna. Elle chante alors avec les filles Express Yourself.
Dans "Home Sweet Home", elle observe Santana et Brittany expliquer à Mercedes leur secret pour rester mince. Rejoignant cette dernière à l'infirmerie, elle lui tend un gâteau en lui expliquant qu'elle était comme elle mais que depuis qu'elle est enceinte, elle fait plus attention à elle. Elle trouve que Mercedes a de la chance d'accepter son corps. Bien que cette dernière en ait honte, Quinn la trouve superbe. Mercedes lui propose d'aller vivre chez elle car Quinn n'en peut plus de vivre chez Puck, elle préfère habiter chez une amie qui comprend son malaise vis-à-vis de cette grossesse.
Elle se place en tête de la Gliste durant La Mauvaise Réputation". À la fin de l'épisode, Will aperçoit Quinn se faire bousculer. Il la rejoint et lui dit qu'il pense que c'est elle qui a fait la Gliste, elle avoue ironiquement que oui, c'est elle car maintenant qu'elle est invisible, qu'elle ait une bonne ou une mauvaise réputation, ce n'est pas grave. Will décide de ne pas la dénoncer au proviseur.
Lors de Trouver sa voix, Quinn parle avec Mercedes de Puck en lui disant de foncer - comme ça, il arrêtera de lui parler de sa théorie sur les frères de Super Mario - si elle pense que ça vaut le coup, mais en même temps de faire attention car il se sert d'elle. Mercedes lui répond qu'elle le sait mais Quinn ne veut pas qu'elle soit blessée par le futur et qu'elle fasse attention à sa rivale Santana.

Elle espionne les Vocal Adrenaline dans "Complètement Gaga" avec Rachel et Mercedes. Avec cette dernière, elle avoue au Glee Club avoir découvert que Shelby Corcoran, la coach des Vocal Adrenalie, est la mère biologique de Rachel. On la retrouve discutant avec Puck qui veut qu'elle appelle leur fille Jack Daniels. Elle lui fait remarquer que c'est une fille et il rectifie en Jackie Daniels... Elle le coupe en lui disant que de toute façon, elle ne gardera pas l'enfant. À la répétition, il lui chante Beth pour se faire pardonner, lui demande d'appeler leur fille comme ça et espère pouvoir être là pour son accouchement. Quinn accepte.

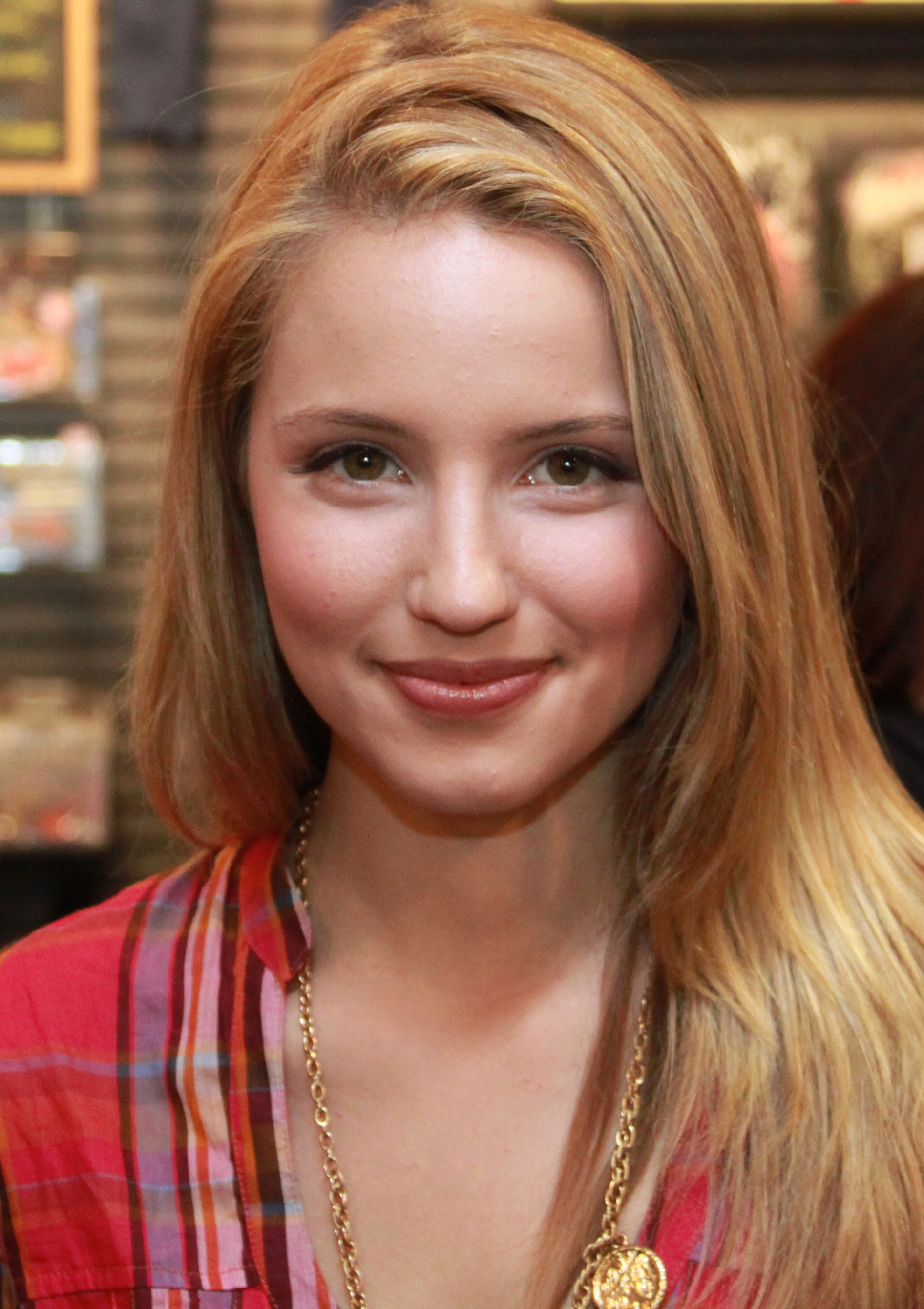
Dianna Agron interprète le rôle Quinn Fabray.

Dans "Funk", elle annonce que son plus gros regret est d'avoir fait confiance à Puck et demande si pour se venger des Vocal Adrenaline, ils tapisseront leur salle de papier toilette. Elle aussi veut s'essayer au funk et chante It's A Man's Man's Man's World, ce qui émeut tout le monde. Mercedes et elle discutent, elle lui demande comment elle fait pour endurer ça et comme seule réponse, Mercedes lui dit de venir vivre chez elle.
C'est dans cet épisode, le dernier de la saison, nommé "Rhapsodie" que l'ont voit Puck et elle coucher ensemble, lors d'un flash-back. Elle ne semble pas sûre mais il arrive à la convaincre. Retour au présent, Quinn est dans la cuisine de Will car il voulait prendre de ses nouvelles. Arrivée pendant la compétition, sa mère vient la voir pour s'excuser et lui demander de revenir à la maison car elle a quitté son mari mais à ce moment-là, Quinn perd les eaux. Elle est emmenée par les membres de la chorale à l'hôpital où elle accouche d'une petite fille en présence de sa mère, de Puck et de Mercedes sur la performance des Vocal Adrenaline, Bohemian Rhapsody. Quinn et Puck sont en train de regarder leur bébé lorsque Shelby Corcoran arrive, elle leur demande le nom : Beth. À la fin, on voit Shelby adopter le bébé de Quinn et l'appeler Beth Corcoran.

## Performances durant la saison 1
(Ne contient que les performances dans lesquelles Dianna Agron est créditée).

### En Solo
- I Say A Little Prayer, de Dionne Warwick, (1×02).
- You Keep Me Hangin' On, de The Supremes, (1×07).
- Papa Don't Preach, de Madonna, (1×11)
- It's a Man's Man's Man's World, de James Brown, (1×21).

### En Duo
- Don't Stop Believin', de Journey, (1×05) avec Finn Hudson.

### En Groupe
- Bust A Move, de Young MC, (1×08).
- Jump, de Van Halen, (1×12).
- Express Yourself, de Madonna, (1×15).
- Bad Romance, de Lady Gaga, (1×20).
- Any Way You Want It / Lovin' Touchin' Squeezin', de Journey, (1×22).

## Saison 2
Dans "Objectif New York", on la voit vouloir passer l'audition pour regagner sa place dans les Cheerios mais Sue refuse. Elle essaye de la convaincre en lui disant que des groupes religieux lui donneraient les subventions qu'elle espère si elle reprend Quinn. Sue continue de refuser et l'éjecte en appelant le prochain candidat. Apprenant que Santana s'est fait refaire les seins, elle change d'avis et donne la place de capitaine des Cheerios à Quinn - qui a elle-même avoué à Sue l'opération de Santana. On voit Quinn mettre son habit et sortir dans le couloir où elle est poussée violemment contre les casiers par Santana qui la gifle. Celle-ci ayant appris que Quinn avait révélée à Sue son opération des seins pour pouvoir reprendre sa place de capitaine des Cheerios.
Dans "Toxic", lorsque Rachel lui demande d'aller voir Finn pour lui demander de ressortir avec afin de tester la fidélité de celui-ci, elle s'exécute mais ce dernier la rembarre en lui disant qu'il est amoureux de Rachel.
On la retrouve à l'hôpital avec Finn, sa mère Carole et Mercedes dans "Le Croque-Messie" écoutant Rachel chantant Papa, Can You Hear Me? pour le père de Kurt dans le coma. A la fin de la chanson, ce dernier leur demande de quitter la chambre.
Elle nettoie les traces du slushie que Sam Evans, nouveau au Glee Club, vient de se prendre dans "Duels de duos". Elle lui explique qu'il va devoir s'habituer à être arrosé, il lui demande pourquoi elle est dans le Glee Club alors qu'elle est populaire. Elle répond que l'année précédente, ils étaient les seuls à l'aider quand elle en avait besoin. Il lui dit qu'elle a de beaux yeux. On les revoient dans une salle de classe, elle essaye de comprendre pourquoi elle chanterait avec lui. Il sort sa guitare et commence à essayer de l'embrasser. Elle change d'avis et refuse de chanter avec lui avant de partir sous le flot d'excuses qu'il lui lance. Rachel vient lui parler dans les toilettes et explique le dilemme auquel Quinn doit faire face : si elle chante avec Sam, il risque de se faire taper par Puck qui a toujours des sentiments pour elle. Cependant Finn veut seulement chanter avec elle pour augmenter sa popularité dans le Glee Club. Rachel finit par lui conseiller de chanter avec Sam. Dans le couloir, Sam accoste Quinn et s'excuse encore. Elle lui dit qu'ils vont devoir passer beaucoup de temps ensemble s'ils veulent gagner. Pendant la compétition, Quinn et Sam chantent Lucky et gagnent. Sam semble heureux mais Quinn lui fait remarquer que ce n'est pas un rendez-vous. Ils vont au BreadstiX, il lui fait le coup du surfeur, elle lui demande si ça marchait sur les filles là où il habitait avant. Il avoue venir d'un internat pour garçons et avoue aussi la trouver courageuse d'être revenue après ce qui s'est passé l'année précédente, qu'il sait à quel point c'est difficile d'avoir un secret. Quinn lui demande s' il est gay, il rigole et dément. Il raconte s'être teint les cheveux avec du jus de citron parce qu'il trouvait ça cool.
Dans "Le Rocky Horror Glee", elle obtient le rôle de Magenta. Elle prend la défense de Santana qui se moque des abdos de Finn. Elle obtient un solo dans The Time Warp.
Quinn et Sam sont en train de s'embrasser dans "Premiers baisers" quand elle lui susurre de murmurer son nom, il prononce « Beiste » ce qui lui fait se poser des questions. Elle va en parler à Sue qui voit un moyen de virer Shannon Beiste et lui conseille donc de répandre l'histoire. Le lendemain, Quinn fait un scandale à Sam en plein couloir. Ils sont interrompus par la coach Beiste et Quinn se comporte mal avec elle. Mais quand elle apprend la vérité, elle s'excuse à Sam.
Sam demande Quinn en mariage dans "Mariages", choquée par son empressement elle décide de ne pas répondre de suite. A la fin de l'épisode, impressionnée par sa dévotion pour défendre Kurt, victime de harcèlement, elle accepte sa demande en mariage. Dans "Désaccords majeurs", c'est Sam et Quinn qui héritent du solo des Sélections. Ils chantent donc (I've Had) The Time Of My Life en numéro d'ouverture, interprétation ayant un grand succès auprès du public. Sur les genoux du Père Noël dans "Un miracle de Noël", Quinn demande un produit contre les vergetures.
Dans « Le camp des zombies », elle est contrainte de choisir entre les Cheerios et le Glee Club, tout comme Santana et Brittany. Pendant tout l'épisode, elles hésitent mais lorsque Finn vient les chercher pour chanter le mash-up de Thriller / Heads Will Roll, elles abandonnent Sue et la compétition nationale des Cheerios pour rejoindre le Glee Club. À la fin de l'épisode, Finn discute du fait qu'elle ait abandonné les Cheerios pour le Glee Club. Quinn le félicite pour ses compétences de leader et lui dit que cela lui rappelle pourquoi elle l'a aimé. Avant que Finn parte, Quinn l'embrasse alors qu'elle est toujours en couple avec Sam.
Dans "Les chansons d'amour", le plan de Finn pour la Saint-Valentin ne fonctionne pas sur Quinn. Elle vient le voir à son stand de baiser et lui annonce qu'elle ne l'embrassera pas. Sam les observe de loin et lorsqu'elle le rejoint, ils se disputent à cause de Finn. Elle changera donc d'avis et ira embrasser Finn à son stand. Quinn embrasse donc Finn devant Sam et voit un feu d'artifice, elle lui donne donc rendez-vous dans l'auditorium. Ils se retrouvent dans l'auditorium où elle lui avoue ne pas être une menteuse, elle aime Sam et donc qu'elle ne rompra pas avant de savoir lequel elle aime vraiment. Ils s'embrassent. Lors de la répétition, Quinn et Finn ne se sentent pas bien. Santana leur diagnostique la mononucléose, la maladie du French Kiss. Finn refuse de rompre mais elle lui répond qu'ils doivent mettre les choses au clair avec Sam et Rachel avant.
Dans "Come-Back", Sam invite Quinn à un rendez-vous à Color Me Mine, mais Quinn ne semble pas intéressée. On découvre qu'elle s'est justifiée d'avoir attrapé la mononucléose en même temps que Finn en expliquant qu'elle a du lui faire du bouche-à-bouche après qu'il a avalé un bonbon de travers. Lors de la répétition suivante, Sam montre son nouveau groupe, la "Justin Bieber Experience" ce qui n'a pas l'air de plaire à Quinn. Mais quand Sam chante Baby devant tout le Glee Club pour Quinn, elle semble avoir aimée. Plus tard, elle accepte son rendez-vous après qu'il a chanté Somebody To Love. Santana avouera la vérité sur la mononucléose de Quinn à Sam et il décidera de rompre avec elle pour sortir avec Santana.
Lors de la fête chez Rachel dans "Bonjour ivresse", Finn la décrit comme la « fille agressive » quand elle est ivre. Dans "Sexy", on voit que Rachel et Quinn font partie du Club d'Abstinence présidé par Emma. Pour contrer les idées d'Holly Holliday, elles chantent Afternoon Delight en compagnie de Puck et Carl.
Elle se rapproche de Rachel dans "Sur un air original" en suivant ce vieux dicton : "soit proche de tes amis et encore plus de tes ennemis". Elle veut reconquérir Finn car il n'y a qu'avec lui qu'elle obtiendra la couronne de Prom Queen. Elle encourage donc l'idée de Rachel de composer des chansons originales et propose même de l'aider à le faire. Elle essaye de parler de la campagne du Roi et de la Reine de Promo à ce dernier mais il essaye de repousser l'échéance, ayant peur de la santé mentale de Rachel. Elle s'énerve et il accepte donc de commencer après les Régionales et non après les Nationales. Elle aidera Rachel à écrire sa chanson en lui brisant le cœur et lui expliquant qu'elle ne pourra jamais avoir Finn, qu'ils ne sont pas faits l'un pour l'autre.
Will lui donne le rôle de l'intendance avec Finn lors du spectacle dans "La ligue des bourreaux". Leur première tâche sera de satisfaire les nouveaux caprices de Mercedes.
Dans l'épisode "Être ou ne paraître", on découvre à Quinn un autre visage. En effet, Lauren Zizes fouille son passé et découvre que la jolie blonde ne l'a pas toujours été. Elle affiche aux yeux de tout le lycée l'ancien visage de Quinn, Lucy Q. Fabray, ronde, pleine de boutons et sans amis, espérant ainsi lui faire perdre des voix pour sa campagne de reine de la promo. Lauren concourant également au titre de Prom Queen. Elle est surnommée Lucy Caboosey, ce qui sera inscrit sur son tee-shirt lors de la représentation de Born This Way.
Dans "Rumeurs", le journal du lycée, le Muckraker, accuse Quinn de voir Sam en cachette. Finn, douteux, décide de l'espionner, avec l'aide de Rachel. Ils surprennent tout d'abord Kurt sortant d'un Motel avec Sam. À la suite d'une réunion, les New Directions constatent qu'ils ne savent pas grand chose de Sam. Mais Quinn intervient et affirme clairement que Sam n'est pas gay. Peu de temps après, Finn et Rachel retournent espionner Sam au Motel, et découvrent Quinn sortant de la chambre de Sam, puis l'enlaçant avant de partir. De retour au lycée, Quinn et Finn se disputent. Selon elle, Finn serait un peu trop proche de Rachel, mais il lui reproche la même chose avec Sam. Ils interprètent I Don't Want To Know. Rachel souligne que le duo avec Sam sur Lucky était plus réussi. Quinn pose alors un ultimatum à Finn : s’il chante avec Rachel aux Nationales, il devra faire une croix sur leur relation. On apprend à la fin de l'épisode que Quinn aidait juste Sam, ayant de nombreux problèmes familiaux. Elle gardait ses frères et sœurs. Quant à Kurt, il lui amenait seulement des habits.
Dans "La reine de la promo", on comprend que Finn et Quinn sont les favoris pour le titre de Roi et Reine de la Promo. Lors de la soirée, alors qu'elle danse avec ce dernier, il la quitte et commence à se disputer avec Jesse St. James à propos de Rachel et Quinn tente de les séparer. Lorsqu'ils sont exclus du bal, elle voit ses rêves de victoire s'envoler. Après l'annonce des résultats, Quinn accuse Rachel d'être la raison de son échec en lui disant que si les élèves n’ont pas voté pour elle c’est parce qu’ils savaient que Finn la préférait et lui retourne une gifle. Elle s'excuse juste après et pendant qu'elles se remaquillent, elle lui avoue qu'elle a peur du futur et de l'après-lycée. A la fin de l'épisode, elle pose pour la traditionnelle photo de promo seule.
Après l'enterrement de Jean Sylvester, la sœur de Sue, dans "Quatre solos et un enterrement", Quinn trouve Finn en pleurs dans sa voiture et il lui annonce qu'il rompt avec elle.Tout d’abord Quinn refuse de le laisser partir pour être élue reine de la promo l’année suivante. Mais Finn refuse lui disant qu’elle n’a plus aucune émotion, à la suite de cela Quinn verse une larme de dépit et s’en va comme une furie. De retour au lycée, il l'a remercie de ne pas quitter le Glee Club malgré leur rupture, et elle lui annonce qu'elle ne peut pas car elle a des plans pour New York.
A New York, c'est Quinn qui pousse les autres à sortir de la chambre où Will les a enfermé dans "Les lumières de Broadway". Quelques heures plus tard, elle se fait crier dessus par Santana car elle squatte la salle de bains. Elle sort et commence à crier qu'elle n'en a rien à faire des Nationales puis craque à cause de Finn. Elle confit à ses amies qu’elle ne comprend pas pourquoi elle, qui est censée être la fille la plus populaire, se retrouve seule. Elle sort ainsi la fameuse phrase : "Je voudrais juste que quelqu'un m'aime". Santana et Brittany lui propose donc de se couper les cheveux pour lui changer les idées, et Quinn suit donc leurs conseils.

## Performances durant la saison 2
(Ne contient que les performances dans lesquelles Dianna Agron est créditée).

### En Duo
- Lucky, de Jason Mraz et Colbie Caillat, (2×04) avec Sam Evans.
- (I've Had) The Time of My Life, de Bill Medley et Jennifer Warnes, (2×09) avec Sam Evans.
- I Feel Pretty / Unpretty, de West Side Story / TLC, (2×18) avec Rachel Berry.
- I Don't Want To Know, de Fleetwood Mac, (2×19) avec Finn Hudson.

### En Groupe
- I Look to You, de Whitney Houston, (2×03).
- One of Us, de Joan Osborne, (2×03).
- Damn it, Janet, de The Rocky Horror Picture Show, (2×05).
- Time Warp, de The Rocky Horror Picture Show, (2×05).
- Marry You, de Bruno Mars, (2×08).
- Dog Days Are Over, de Florence and the Machine, (2×09).
- The Most Wonderful Day Of The Year, de Red-Nosed Reindeer, (2×10).
- God Rest Ye Merry Gentlemen, chanson traditionnelle, (Glee: The Music, The Christmas Album).
- Afternoon Delight, de Starland Vocal Band, (2×15).
- Don't Stop, de Fleetwood Mac, (2×19).

## Saison 3
À la rentrée, Quinn a quitté les New Directions. Elle se met à traîner avec une bande de filles plutôt louches, les Skanks, et adopte un nouveau style vestimentaire ainsi qu'une nouvelle couleur de cheveux. Santana et Brittany lui demande de revenir avec elles dans les Cheerios mais elle refuse. Rachel tente de la convaincre de revenir au Glee Club, en lui disant qu'ils sont tous comme une famille et qu'elle leur manque. Mais elle refuse également. À la fin de la performance de Blaine Anderson sur It's Not Unusual, elle met le feu au piano en jetant une cigarette dessus. On peut l'apercevoir regardant les New Directions dans l'auditorium sur You Can't Stop The Beat.
Lors de l'épisode Je suis une licorne, Puck l'avertit que Shelby est de retour avec Beth et qu'elle souhaite qu'ils participent à l'éducation de leur fille. Cependant Shelby refuse que Quinn voit Beth tant qu'elle n'aura pas changé de look et de comportement. Elle refuse dans un premier temps. Mais, elle change d'avis en fin d'épisode et dit à Shelby qu'elle veut changer. Elle se rend après au Booty Camp, en ayant retrouvé son look vestimentaire et sa couleur de cheveux naturelle et demande à réintégrer le Glee Club et à faire partie du Booty Camp. Will accepte. Puck est content qu'elle fasse des efforts pour sa fille. Elle lui avoue qu’elle veut à tout prix la récupérer et qu’elle est prête à jouer les filles modèles pour cela.
Dans Le Leprechaun, décidée à récupérer la garde de Beth, elle place des fausses preuves chez Shelby afin qu'elle puisse la faire passer pour une mauvaise mère puis faire appel aux services sociaux. Puck enlèvera ces preuves plus tard dans l'épisode. Elle conseille à Rachel de ne pas coucher avec Finn pendant La Première Fois. Elle lui dit qu'elle ne pourra plus retourner en arrière après ça. On peut la voir durant West Side Story faire les chœurs sur America.
Pour se rapprocher de Shelby, elle lui demande de rejoindre sa chorale, les Troubletones, durant Même pas mal. Celle-ci souhaite réfléchir. Elle participe alors aux batailles de mash-up et de balle aux prisonniers avec les New Directions. Elle obtient aussi un petit solo du mash-up I Can't Go For That / You Make My Dreams. En parallèle, Puck avoue à Shelby qu'avec elle, ils avaient placé des objets compromettants dans son appartement dans le but de récupérer Beth mais qu'il les a enlevé. Quand elle veut voir Beth, Shelby refuse lui expliquant qu’elle sait pour tout ce que Quinn a fait pour récupérer Beth et que même si elle lui a donné la vie, elle n'est pas sa mère. Elle lui dit qu'elle l'a récupérera un jour, après lui avoir rappelé l’abandon de Rachel lui disant qu’elle n’a aucune raison de lui faire la leçon car pour Quinn la différence entre les deux femmes est qu’elle a fait ce qu’elle pensait le mieux pour sa fille alors que Shelby a vendu la sienne.
Elle propose à Puck de coucher ensemble lors de Une fille avec une fille mais il décline. Cependant, plus tard dans l'épisode, ils sont dans la chambre de la première sur le point de coucher ensemble mais Puck comprend qu'elle fait ça pour avoir un autre enfant. Il sait qu'elle est dans un état lamentable depuis 3 ans et qu'elle a un comportement particulièrement instable, par sa faute, mais qu'elle finira par s'en sortir. Elle est touchée et lui demande de la serrer dans ses bras pour la nuit. Il lui avoue par la suite qu'il a couché avec Shelby.
Au début de La jeunesse est un art, elle va voir Rachel pour lui annoncer qu'elle compte faire virer Shelby en dévoilant au principal sa relation avec Puck. Rachel lui fait remarquer que ce dernier a 18 ans et que ce n'est donc pas illégal, ce serait juste contraire au règlement du lycée et que Shelby se ferait renvoyer...
De plus, cela pourrait perturber la jeunesse de Beth et qu’elle ne pourra pas lui faire pire que cela. Sam lui conseille de profiter de sa dernière année de lycée. Juste avant les Sélections, elle interpelle Shelby quant à sa relation avec Puck mais celle-ci n'y tient pas rigueur. Elle sort de l'auditorium pour se rendre dans le bureau du principal pour aller tout révéler et ainsi disqualifier les Troubletones mais Rachel l'intercepte et lui fait pendre conscience que sa réaction n'est pas adulte et qu'elle devrait plutôt aller en parler directement à la principale concernée. Elle va alors voir Shelby et commence par lui reprocher de gâcher la vie de Beth en couchant avec Puck. Shelby lui fait comprendre que même si elle pense agir en adulte sa réaction montre sa jeunesse. Elle lui dit avoir stoppé sa relation et remis sa démission. Lors des Sélections, elle fait le discours du début de Control. Les New Directions remportent la compétition. Elle convainc ensuite Santana, Brittany et Mercedes de revenir au Glee Club afin de profiter des derniers mois qui leur restent et leur promet à chacune un solo durant chaque prochaine compétition. Elle chante avec le Glee Club We Are Young.
Elle n'est pas présente lors du programme de Noël des New Directions dans Un Noël en noir et blanc, préférant aider au refuge pour les sans-abris avec Sam. Le Glee Club finit par les rejoindre et elle chante les chœurs de Do They Know It's Christmas ?. Elle fait partie du groupe des filles lors de Summer Nights dans Veux-tu m'épouser. Elle participe à la demande en mariage de Will à Emma avec les New Directions.
Dans Michael, Rachel arrive dans les toilettes pour parler à Quinn de la demande en mariage de Finn. Quinn a l'air heureuse pour le couple, mais conseille à Rachel de refuser cette demande. Puis après cette conversation, la musique de Never Can Say Goodbye commence. Quinn quitte les toilettes, et chante dans l'auditorium. Puck, Finn et Sam la rejoignent sur scène chacun à leur tour. Par la suite, Quinn observe les photos dans son casier, et termine sa performance dans la salle de chant. À la fin de son solo, Quinn annonce à ses camarades du Glee Club qu'elle est acceptée à la fameuse université Yale et leur parle de ce qu'elle a vécu depuis trois ans dans le lycée. Ses camarades l'applaudissent et Mercedes avoue à Quinn qu'ils sont tous très fiers du chemin qu'elle a parcouru.
Dans "Le prof d'espagnol", on voit très peu Quinn. On peut juste la voir danser avec les autres sur Sexy and I Know It.
Quinn rejoint le Club de Croyants, The God Squad (composé de Mercedes et de Sam), dans Joyeuse Saint-Valentin. Un nouvel élève, Joe Hart, le rejoint en même temps qu'elle. Elle dit qu'elle est heureuse d'être ici, et accompagnera plus tard Joe, Sam et Mercedes sur Stereo Hearts. Elle est présente à la soirée de la Saint Valentin de Sugar Motta au BreadstiX, et chantera pendant la soirée Cherish / Cherish avec The God Squad.
Dans Ce que la vie nous réserve, Quinn tente de réintégrer les Cheerios, mais Sue refuse. Puis, après avoir dansé et chanté les chœurs aux Régionales, Sue décide finalement de l'accepter dans les Cheerios, et dit à Quinn qu'elle l'admire car elle lui ressemble quand elle était plus jeune. Plus tard, Quinn déclare à Rachel qu'elle la soutient elle et Finn dans leur mariage et qu'elle accepte sa proposition d'être sa demoiselle d'honneur. Elle est en retard au mariage, et Rachel tient absolument à ce qu'elle soit là, elle décide donc de l'attendre. Au même moment, dans sa voiture et envoyant des textos à Rachel, une camionnette percute la voiture de Quinn...
On retrouve Quinn en fauteuil roulant au début de "Dans l'ombre de son frère". Rachel s'en veut et pense que cela est de sa faute mais elle la rassure tout au long de l'épisode en lui expliquant qu'elle n'y est pour rien. En parallèle, Artie l'aide à vivre sa nouvelle situation. Ils chantent I'm Still Standing devant les New Directions. A la fin de sa prestation, elle s'excuse pour la chorégraphie, ne maitrisant pas totalement le fauteuil roulant. Elle promet à la chorale d'être sur pied pour les Nationales. Plus tard dans l'épisode, on peut voir Artie l'encourager à prendre la rampe réservée aux handicapés. Avec difficulté, elle finit par y arriver. Il lui propose ensuite de passer son Senior Ditch Day avec lui car il voudrait l'emmener quelque part ce qu'elle accepte. Le jour arrive et ils se rendent à un "skate park" pour handicapés où ils chantent Up Up Up. Elle le remercie pour la journée. Artie lui confie qu'il voulait qu'elle voit d'autres personnes qui sont dans la même situation qu'elle. Cependant elle refuse toujours de croire qu'elle y restera toute sa vie. Lorsqu'il lui dit qu'elle est dans la déni, elle prend la fuite.
Dans "On a toujours besoin de quelqu'un", sa relation avec Joe Hart est plus approfondie. À la suite de la prestation de Brittany sur I Wanna Dance With Somebody où elle n'a pas pu danser, Joe la rejoint à son casier pour lui demander si elle va bien et comment se passent ses séances de rééducation. Elle lui dit qu'il n'y aucune amélioration ce qui la déprime. Joe lui propose alors de l'accompagner à ses prochaines séances car pour lui être chrétien ce n'est pas juste des prières, c'est aussi des actes. Quinn accepte sa proposition. À la suite de la séance de rééducation, ils chanteront ensemble Saving All My Love For You devant le Glee Club. Plus tard, dans les toilettes, les filles demanderont à Quinn s'il n'y aurait pas quelque chose entre elle et Joe. Elle répond qu'ils ne sont qu'amis et que cela ne changera pas puisqu'il a l'air d'être dégouté par son handicap. Dans un flashback, on voit qu'à la fin de la séance de rééducation, Joe a tenté de l'embrasser mais s'est reculé au dernier moment. A la fin de l'épisode, Joe aide Quinn pour sa rééducation et il a l'air gêné. Quinn le rassure et ce dernier lui avoue qu'elle est la plus belle et la plus gentille fille qu'il ait jamais rencontré. Elle rétorque qu'il a vu peu de fille dans sa vie et donc que son jugement n'est pas important. Elle lui demande s'il voudrait sortir avec elle. Il le veut mais il hésite par rapport à ses croyances car il oublie tout quand il est en sa compagnie. Quinn le rassure en lui disant qu'elle ne lui demandera jamais de ne plus croire en Dieu car c'est une chose qu'elle n'a pas perdu lors de son accident. Ils sont d'accord sur le fait qu'il y a quelque chose de nouveau entre eux, sans savoir ce que c'est. Ils rejoindront les New Directions dans l'auditorium pour My Love Is Your Love.
Dans "Balosaurus", Quinn est en compétition pour être la Reine du bal de promo, avec Santana et Missy Gunderson. Finn et elle font une campagne ensemble pour devenir Roi et Reine de la Promo. Cependant, Finn apprend que Quinn peut marcher depuis un certain temps mais qu'elle va se lever une fois qu'elle aura sa couronne. En effet, elle utilise le fait qu'elle soit en fauteuil roulant pour que les gens votent pour elle par pitié de son handicap pensant encore qu’elle ne peut gagner sans Finn. Pendant que Santana chante Love You Like A Love Song, elle danse avec Finn mais Finn interrompt la danse et lui crie de se lever pour que tous les élèves se rendent compte qu’elle est une menteuse et qu’elle peut marcher. Joe prend la défense de Quinn et Finn s'en va. Plus tard, elle interpelle Rachel dans le couloir qui s'excuse mais Quinn ne comprend pas pourquoi. Mais elle accepte quand même ses excuses. Rachel lui explique donc que quand elles se sont rencontrées, Quinn était belle, populaire et elle avait Finn, mais malgré ces changements, elle l'inspire et Rachel lui dit qu'elle a voté pour elle. Quand Quinn fait le dépouillement avec Santana, elle découvre qu'elle a gagné par une voix de plus qu'elle, mais toutes deux décident de laisser le titre à Rachel. A la fin de l'épisode, Quinn sort de son fauteuil roulant devant tout le lycée en chantant Take My Breath Away avec Santana.
Quand Tina se cogne la tête et se met a confondre les élèves dans "Tous uniques", elle devient Sugar Motta. Pour les Nationales, Will décide de l'inclure dans le numéro des Troubletones. Elle remporte les Nationales avec les New Directions dans "A nous les Nationales !" où elle a un solo surEdge Of Glory. Lors du retour au lycée, on peut la voir fêter la victoire. Elle a une partie sur We Are The Champions pour remercier et aussi féliciter Will pour son titre de professeur de l'année 2012.
Quinn obtient son diplôme dans Comment se dire adieu... et fait donc partie des Seniors faisant leurs adieux aux Juniors. Elle décide de rendre à tous ceux qui l'ont aidé dans le passé. Elle offre une carte de métro à Rachel de New York jusqu'à Yale pour qu'elles puissent continuer à se voir l'année prochaine. Elle souhaite aider Puck à obtenir son diplôme et l'aide à réviser. Lorsque celui-ci souhaite abandonner, elle avoue qu'elle l'a aimé mais quand il ne baissait pas les bras. Elle l'embrasse ce qui lui donne confiance en lui. Il finira par obtenir son diplôme. Elle participe à la remise des diplômes où sa mère est présente dans le public.

## Performances durant la saison 3
(Ne contient que les performances dans lesquelles Dianna Agron est créditée).

### En Solo
- Never Can Say Goodbye, de The Jackson Five, (3×11).

### En Duo
- I'm Still Standing, de Elton John, (3×15) avec Artie Abrams.
- Up Up Up, de Givers, (3×15) avec Artie Abrams.
- Saving All My Love for You, de Whitney Houston, (3×17) avec Joe Hart.
- Take My Breath Away, de Berlin, (3×19) avec Santana Lopez.

### En Groupe
- I Can't Go for That / You Make My Dreams, de Hall and Oates, (3×06).
- Red Solo Cup, de Toby Keith, (3×08).
- ABC, de The Jackson Five, (3×08).
- Control, de Janet Jackson, (3×08).
- We Are Young, de Fun et Janelle Monáe, (3×08).
- Stereo Hearts, de Gym Class Heroes, (3×13).
- Cherish / Cherish, de Madonna / The Association, (3×13).
- Edge of Glory, de Lady Gaga, (3×21).
- We Are the Champions, de Queen, (3×21).
- Seasons Of Love, de Rent, (Glee: The Music, The Graduation Album).

## Saison 4
Quinn est de retour à Lima lors de "Thanksgiving orphelin". Elle retrouve Finn, Santana, Puck, Mike et Mercedes à l'auditorium où ils chantent Homeward Bound / Home. Ils font une soirée retrouvailles au BreadstiX où on apprend qu'elle a des nouvelles de Rachel. Lorsque Finn met les anciens en paires avec les nouveaux élèves dans l'optique des Sélections, elle est avec Kitty Wilde pour la plus grande joie de cette dernière qui l’idolâtre. Elle met en garde le frère de Puck, Jake, de ne pas faire de mal à Marley. Lors d'une conversation avec Santana, on découvre qu'elle sort avec son prof de Yale, en instance de divorce. La conversation finit par un échange de gifles. Elle est présente dans le public des Sélections.
Dans "Glee, Actually", elle est mentionnée dans le rêve d'Artie. Elle est morte de chagrin à la suite d'un accident de voiture l'ayant privé de l'usage de ses jambes.
Dans "Mise à nu", elle vient à New York accompagnée de Santana après un appel de Kurt. Elles veulent empêcher Rachel de commettre une erreur en se produisant dans un film étudiant en étant topless. Par la suite, on la retrouve à l'auditorium de la NYADA avec Santana et Rachel où elles interprètent Love Song. Après la chanson, Rachel leur propose de rester un peu à New York avant de repartir.
Dans "Un peu, beaucoup, passionnément...", elle assiste au mariage de Emma et Will. A l'église, elle confie à Santana qu'elle déteste les hommes en les comparant à des porcs. Elle avoue qu'elle a laissé les hommes la définir dans le passé mais dorénavant, ça ne sera plus le cas. Elle passe alors la soirée avec Santana en flirtant plus ou moins ouvertement avec elle. Elle partage même un slow avec elle en lui disant que c'est la première fois qu'elle danse un slow avec une fille. Plus tard dans l'épisode, pendant qu'elle participe à We've Got Tonite, elle se dirige vers une chambre d'hôtel avec Santana. Elles couchent alors ensemble. Après, s'ensuit une discussion entre elles sur l'avenir de leur relation et Quinn confie que ce qu'il vient de se passer était un acte isolé.
Elle n’apparaît plus dans le reste de la saison.

## Performances durant la saison 4
(Ne contient que les performances dans lesquelles Dianna Agron est créditée).

### En Groupe
- Homeward Bound / Home, de Simon & Garfunkel / Phillip Phillips, (4×08).
- Come See About Me, de The Supremes, (4×08).
- Love Song, de Sara Bareilles, (4×12).
- We've Got Tonite, de Bob Seger, (4×14).

## Saison 5
Lors de "Requiem" Sue la mentionne lorsqu’elle parle avec Will, Emma et le coach Beiste de la mort de Finn. Elle dit qu’elle a érigé l’arbre en l’honneur de ce dernier à l’endroit même où elle les a surpris faisant un câlin. Plus tard, Mercedes mentionne Quinn lorsqu’elle dit aux New Directions que Finn luichanté I’ll Stand By You lors de l’échographie de Quinn quand il croyait être le père de son enfant.
Elle est mentionnée par Santana lors de "Meilleurs ennemis" et "Trio". Durant "La cité des anges", elle apparaît lors de la performance I Still Haven't Found What I'm Looking For lors du flashback.
Lors de "La fin d’une époque (1re partie)", elle est de retour à Lima avec son nouveau petit ami Biff McIntosh pour la 100e leçon de Will. Dans la salle de chant, elle danse avec les anciens et les nouveaux New Directions sur Raise Your Glass. Plus tard, elle marche dans les couloirs de McKinley où elle retrouve Puck. Elle lui présente Biff. Par la suite, elle chante avec Santana et Brittany, Toxic. Durant toute la performance, Biff envoie des textos. April lui demande ce qu’il a pensé de la performance. Il répond que c’était très énergétique... Mike lui fait la remarque qu'il était trop occupé à envoyer des textos pour regarder la performance. Quinn le défend alors en disant qu’il est très occupé en tant que président d’une société secrète et capitaine de l’équipe de waterpolo. Puis ils se prennent dans les bras l’un de l’autre, il lui dit que c’était bien avant de quitter la salle.
Dans la soirée, elle est au BreadstiX avec Biff. Ce dernier voit Artie, Mike, Puck et Santana, ils les invitent à se joindre à eux. Il leur demande comment Quinn était au lycée. Lorsque Santana parle de sa phase rebelle, celle-ci rit nerveusement. Elle demande à Biff d’aller lui chercher son sac dans la voiture. Elle dit alors à ses amis qu’elle essaie de faire bonne impression et qu’elle lui dira la vérité sur son passé quand elle sera prête. Plus tard dans la salle de chant, elle regarde Santana et Brittany chanter et danser sur Valerie avant de joindre à elles.
Par la suite dans l’auditorium, Puck lui chante Keep Holding On. Elle est émue aux larmes. A la fin de la performance, elle dit qu’elle pleure car cette chanson lui rappelle son passé. Plus tard, elle dit la vérité à Biff à propos de Beth. Lorsqu’il l’insulte, Puck lui vient en aide. Les deux hommes se battent. Elle tente de les séparer sans succès. Biff finit dans le poubelle. Puck lui dit alors qu’elle vaut mieux que Biff et que si elle veut être avec des gens qui se soucient vraiment d’elle, elle doit venir dans la salle de chant. Par la suite, elle est au mémorial de Finn dans les vestiaires avec Puck. Ils ont une conversation sur le fait si oui ou non il leur a pardonné. Puck lui dit qu’il l’aime et lui demande de rester. Elle ne dit rien. Puck quitte la pièce. Finalement, elle lui cour après, l’embrasse et lui annonce qu'elle va rester. À la fin, elle est présente avec les anciens New Directions dans l’auditorium ou Will leur montre l’emplacement des plaques en l’honneur de Finn et Lillian. Il leur fait un discourt émouvant. Il craque et tout le monde vient le consoler.
Durant La Fin d’une époque (2e partie), Quinn est présente dans l’auditorium pour écouter Kurt et Mercedes, sa tête repose sur l’épaule de Puck. Mercedes qui est sur scène montre Quinn et Puck tout en expliquant les souvenirs et les sentiments que leur retour à McKinley a fait remonter, tout en plaisantant sur le fait qu’ils ne savent pas le statut de Quinn et de Puck et que son actuel petit ami a disparu. Mercedes ajoute qu’il va y avoir une autre grossesse. Tout le monde rigole à cette blague. Quinn fait non avec le doigt tout en souriant. Elle écoute ensuite I Am Changing. Puis, elle danse avec les anciens sur Party All The Time. Plus tard, elle regarde, avec le reste du Glee Club, Santana et Rachel chanter Be Okay, mettant fin à leur dispute.
Devant les New Directions, elle chante avec Puck Just Give Me a Reason. À la fin de la performance, ils s’embrassent. Puis elle annonce que Puck lui a demandé d’être sa petite amie ce qu’elle a accepté. Ce dernier est surpris d’entendre sa décision. Elle s’explique et lui dit qu’elle l’aime malgré le fait qu'ils seront physiquement séparés. Puck étant engagé dans l'US Air Force, et Quinn poursuivant ses études à Yale. Will annonce alors que c’était la dernière performance dans la salle de chant. Plus tard, elle apparaît dans la vidéo hommage à Will, lorsqu’elle annonce qu’elle donnera ses ovules à Kurt et Blaine pour qu’ils deviennent parents. Elle fait ensuite les chœurs et danse sur Don’t Stop Believin’. A la fin de la chanson, elle rejoint tout le monde pour un câlin de groupe.
Elle est mentionnée dans Un héros ordinaire par Mercedes comme ancienne petite amie de Sam. Lors de Une étoile est née, elle est mentionnée une première fois par Tina qui dit qu’elle n’est pas présente pour supporter Rachel lors de sa première et plus tard par Kurt, lorsqu’il dit à Rachel que Quinn lui a envoyé des fleurs.

## Performances durant la saison 5
(Ne contient que les performances dans lesquelles Dianna Agron est créditée).

### En duo
- Just Give Me a Reason, de Pink et Nate Ruess, (5×13) avec Noah Puckerman.

### En Groupe
- Toxic, de Britney Spears, (5×12).

## Saison 6
Quinn revient à McKinley lors de "Retour au bercail" pour venir en aide à Rachel et Kurt avec la chorale. Elle participe à la campagne de recrutement de nouveaux membres, en interprétant Take On Me puis Problem avec Artie, Santana et Brittany en compagnie des cheerleaders, ainsi qu'en essayant de convaincre les membres de la réunion Tea party. Elle est présente lors de la fête des anciens du lycée où elle interprète avec les anciens et nouveaux New Directions Home.
Lors de "Les combinaisons dangereuses", elle accepte avec Tina de venir en aide à Becky qui souhaite chanter une fois avec la chorale. Elles l'aident à répéter mais sont interrompues par Darrell, le petit-ami de Becky. Elle l'accusera par la suite de vouloir profiter de Becky ce qu'il niera. Elle interprète avec Tina So Far Away avant que Becky ne parte en courant. Avec Tina, Santana et Brittany, elle lui conseillera de révéler la vérité à Darrell. En fin d'épisode, elle interprète une partie de You Learn / You’ve Got A Friend avec les anciens et nouveaux New Directions.
Quinn est de retour pour le dernier épisode de la série, durant la scène finale qui réunit l'ensemble des membres du Glee Club ainsi que les personnes dont la vie a été affectée par la chorale, ils interprètent tous ensemble I Lived.

## Performances durant la saison 6
(Ne contient que les performances dans lesquelles Dianna Agron est créditée).

### En Duo
- So Far Away, de Carole King, (6×03) avec Tina Cohen-Chang.

### En Groupe
- Take on Me, de A-ha, (6×02).
- Problem, de Ariana Grande, (6×02).
- Mustang Sally, de Wilson Pickett, (6×02).
- Home, de Edward Sharpe and the Magnetic Zeros, (6×02).
- You Learn / You've Got a Friend, de Alanis Morissette / Carole King, (6×03).